# The Swift Home Service Club
The Swift Home Service Club fue uno de los primeros programas emitidos en horario diurno por la televisión estadounidense. Consistía en un programa de entrevistas y consejos caseros, y era presentado por Tex McCrary y Jinx Falkenberg. Comenzó a emitirse por la cadena NBC en 1947 de lunes a viernes a la 1:00 p. m. (hora del Este).
Este programa fue a la vez uno de los primeros en tener un auspiciador permanente (Swift, una empresa que fabricaba carne y productos alimenticios).
A este programa pertenece una de las grabaciones más antiguas realizadas en la televisión estadounidense, dado que un kinescopio de un episodio realizado en 1947 se encuentra archivado en la Biblioteca del Congreso de los Estados Unidos.